# Sāriputta Thera
Trưởng lão Sāriputta là một tu sĩ Phật giáo Thượng tọa bộ người Sri Lanka sống ở thế kỷ 12.
Ông là nhà lãnh đạo đầu tiên (Mahāsvami) của Tăng đoàn Phật giáo Sri Lanka sau cuộc cải cách của vua Parakramabahu I và là một trong những người chú giải vĩ đại nhất của Phật giáo Thượng tọa bộ. Ông là học trò của Trưởng lão Mahākassapa, người chủ trì hội đồng Phật giáo do Parakramabahu I triệu tập và có lẽ chính ông cũng có mặt tại hội đồng này. Sau này ông là trụ trì của Jetavana Vihara ở Polonnaruwa.
Ông đã viết ít nhất năm bài bình luận phụ (tika) về những bình luận của Buddhaghosa về Kinh điển Pali cũng như các bài tóm tắt và sách hướng dẫn khác nhau về Luật tạng và thực hành Thiền định Phật giáo.
Tác phẩm Sarattha-dipani ("Người minh họa ý nghĩa tinh túy") của ông, một tiểu bình luận về Bình luận Luật tạng của Buddhaghosa, giải thích các vấn đề trong văn bản của Buddhaghosa và đề cập đến những điểm khác từ Kinh tạng Pali và các văn bản Luật tạng khác không còn tồn tại. 